# Aristobia pallida
Aristobia pallida es una especie de escarabajo longicornio del género Aristobia, subfamilia Lamiinae. Fue descrita científicamente por Aurivillius en 1924.
Se distribuye por Indonesia (Borneo, Sumatra). Mide 25 milímetros de longitud.